# Robert Flinker
Robert Flinker (n. 16 iulie 1906, Wiznitz, Bucovina, Imperiul Austro-Ungar / în prezent Vijnița, regiunea Cernăuți, Ucraina – d. 15 iulie 1945 București) a fost un medic neurolog, poet și scriitor de limba germană originar din Bucovina.

## Biografie
Robert Flinker s-a născut într-o familie de evrei la data de 16 iulie 1906, în orașul Vijnița, în prezent în regiunea Cernăuți, Ucraina. A urmat studiile liceale la Gimnaziu la Cernăuți și apoi facultatea de medicină din Viena, unde a studiat cu renumitul neuropsihiatru Julius Wagner-Jauregg, laureat al Premiului Nobel pentru Medicină (1927).
A lucrat o perioadă ca medic neurolog în Germania (1930-1932). Apoi a venit la Cernăuți, unde a lucrat ca medic secundar până în 1936. Și-a continuat apoi studiile la Geneva și la Basel, lucrând ulterior la Clinica de Neurologie din Zürich si la Spitalul de boli nervoase din Cernăuți (1940-1941) pînă ce, în urma legilor rasiste, a fost nevoit să-și întrerupă munca și să se ascundă pentru a evita deportarea. După înlăturarea fascismului, în anul 1944 a devenit director la Spitalul Central din București. A publicat lucrări în domeniul medicinei (despre pelagră, neurologie, psihopatologie).
Robert Flinker s-a sinucis la data de 15 iulie 1945, în orașul București, în urma unei nefericite povești de dragoste .
Viața lui Robert Flinker a fost subiectul cărții El Danubio de scriitorul italian Claudio Magris. Cartea, apărută în 1986, tratează perioada în care Robert Flinker, un neuropsihiatru evreu care trăia în Bucovina, a avut experiența regimului fascist în anii celui de-al al Doilea Război Mondial. Flinker, care scrisese povestiri și romane sub influența lui Franz Kafka, a petrecut acei ani ascuns "ca un șoarece" în subsolul casei unor prieteni și, în 1945, după eliberare, s-a sinucis. Magris îl prezintă pe Flinker ca pe un om care a fost capabil să suporte nazismul ca pe un rău, dar nu a mai fost capabil să suporte și stalinismul ca pe o "eliberare" .
Scrierile lui Robert Flinker nu au putut fi publicate în timpul vieții sale. Abia în anul 1970, fratele său, Ernst Maria Flinker, a reușit pentru prima dată să-i publice parțial opera (poezii, povestiri și romane) la București .

## Scrieri[7]

### Teatru
- Das Gericht (Procesul)

### Versuri
- Gedichte (volum de poezie)

### Povestiri
- Erzählungen (Povestiri)
- Biblische Geschichten (Povești biblice)

### Romane
- Der Sturtz (Prăbușirea) (1970)
- Prăbușirea (Editura Kriterion, București, 1977) (în românește de Adrian Hamzea; prefață de A.I. Brumaru)
- Fegefeuer ("Purgatoriul")', Europaverlag, Viena, 1972, ISBN 3203504154; Editura Walter, Olten și Freiburg im Breisgau, 1983, ISBN 3530227013; Editura Rimbaud, Aachen, 2005, ISBN 3890866751; ISBN 9783890866758 (Un roman despre comerciantul Georg Husum, despre vină și despre un proces dubios)